# هانس إيشباخر
هانس إيشباخر (و. 1906 – 1980 م) هو رسام، ونحات سويسري، ولد في زيورخ"Aeschbacher, Hans - SIKART Lexikon zur Kunst in der Schweiz". سيكارت. مؤرشف من الأصل في 2018-09-18. اطلع عليه بتاريخ 2019-05-09.، شارك في II. documenta ‏"II. documenta - Retrospective - documenta". مؤرشف من الأصل في 2019-03-26. اطلع عليه بتاريخ 2018-09-03.، ومعرض دوكومنتا الثالث ‏"documenta III - Retrospective - documenta". مؤرشف من الأصل في 2019-03-26. اطلع عليه بتاريخ 2018-09-03.، توفي في أوستر، عن عمر يناهز 74 عاماً.

## روابط خارجية
- هانس إيشباخر على موقع الموسوعة البريطانية (الإنجليزية)
- هانس إيشباخر على موقع مونزينجر (الألمانية)